# Poecilosomella melanioides
Poecilosomella melanioides är en tvåvingeart som först beskrevs av Richards 1980.  Poecilosomella melanioides ingår i släktet Poecilosomella och familjen hoppflugor.
Artens utbredningsområde är Kongo. Inga underarter finns listade i Catalogue of Life.